# Oecobius chiasma
Espèce
Oecobius chiasma est une espèce d'araignées aranéomorphes de la famille des Oecobiidae.

## Distribution
Cette espèce est endémique du Meghalaya en Inde,.

## Publication originale
- Barman, 1978 : Spider genus Oecobius from Khasi-Jaintia hills, India (Araneae: Oecobiidae). Science and Culture, vol. 44, p. 382-384.